# Franz Franik

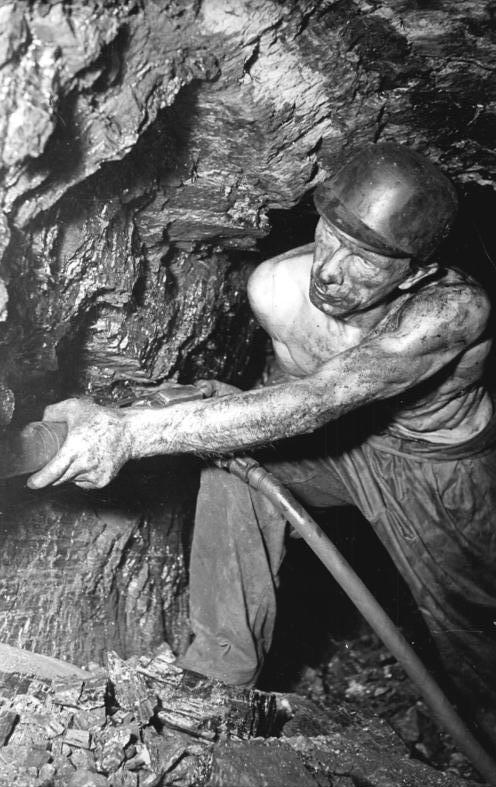
Franz Franik

Franz Franik (* 2. Oktober 1907 in Lona-Lany, Landkreis Tost-Gleiwitz; † 20. Oktober 1975) war ein deutscher Bergmann und Namensgeber einer Aktivistenbewegung in der DDR.

## Leben
Nach dem Besuch der Volksschule war Franz Franik zunächst in der Landwirtschaft tätig. Seit 1925 arbeitete er im Steinkohlenbergbau, zunächst im oberschlesischen Hindenburg und seit 1928 im Zwickauer Steinkohlenrevier. Nach seinem Dienst in der Wehrmacht 1943–1945 und kurzer Kriegsgefangenschaft kehrte Franik Ende 1945 nach Deutschland zurück. Er arbeitete wieder im Steinkohlenbergbau. 
1948 wurde Franik ausgewählt, um nach dem Vorbild des sowjetischen Bergmanns Alexei Stachanow eine Aktivistenbewegung in der Sowjetischen Besatzungszone zu initiieren. Er lehnte die Durchführung einer Hochleistungsschicht ab, da er die Reaktionen seiner Kollegen auf die „von oben“ angeordnete Sonderschicht fürchtete, worauf der Revierdirektor an seiner Stelle den älteren Bergmann Adolf Hennecke auswählte, der dann später medienwirksam zum Symbol eines erfolgreichen Arbeiter-und-Bauern-Staats stilisiert wurde. 
Als Brigadier im Karl-Marx-Werk Zwickau initiierte Franik 1952 eine Neuererbewegung mit dem Ziel der vorfristigen Erfüllung der Jahrespläne („Franik-Bewegung“), wofür er mit hohen staatlichen Auszeichnungen geehrt wurde: 1952 wurde er Verdienter Bergmann der DDR. Im selben Jahr erhielt er gemeinsam mit Horst Radecker den Nationalpreis der DDR I. Klasse für Wissenschaft und Technik. 1954 wurde er mit dem Vaterländischen Verdienstorden in Gold ausgezeichnet. Er war ab 1952 Ehrenbürger von Zwickau.
Franik starb am 20. Oktober 1975.

## Darstellung Franiks in der bildenden Kunst der DDR
- Fritz Cremer: Franz Franik (1954, Porträt-Büste; verschiedene Fassungen; hier Gips, getönt; Neue Nationalgalerie Berlin)[4]
- Hans Grundig: Franz Franik (1953, Federzeichnung, 44,3 × 35,2 cm; Kupferstichkabinett Dresden)[5]
- Edgar Klier: Nationalpreisträger Franz Franik (1952, Öl)